# 波格罗梅茨农村居民点
波格罗梅茨农村居民点（俄语：Погромское сельское поселение）是俄罗斯联邦别尔哥罗德州沃洛科诺夫卡区所属的一个农村居民点。其下辖有5个居民点，行政中心为波格罗梅茨。据2016年统计，该农村居民点的人口为1300人。